# 星野秀孝
星野 秀孝（ほしの ひでたか、1949年11月26日 - ）は、群馬県利根郡利根村出身のプロ野球選手（投手）。左投げ左打ち。

## 来歴
沼田高校武尊分校には硬式野球部がなかったため、星野は軟式野球部で活動した。「プロの入団テストがあったら教えて欲しい」と周囲に言っていると、星野の存在が、東京大学出身者であった「学校の事務員の先輩か何か」を通じて、東大OBで当時中日ドラゴンズに在籍していた井手峻を経由し、ちょうど関東の各学校を巡回する予定だったスカウト・田村和夫の知るところとなり、視察のチャンスを得た。星野は学校の昼休み、田村を捕手として投球テストを受けることになったが、緊張でボールが高めにしか行かなかった。田村の「ベース板にぶつけてみなさい」とのアドバイスを受け、低めに投げたところ、今度は田村の腹に当たってしまう。しかし、左からのキレのあるボールが田村の目に留まり、田村に「東京に出て来い」と呼び寄せられた星野は、中日OBで、当時評論家の杉下茂と対面を果たす。杉下の指示に従って投球を披露した数か月後、1967年のドラフト8位で中日に入団を果たす。これには杉下の推薦があったのではないか、と星野は見ている。
入団当時、身長178センチメートル・体重60キログラムと「一般人としても華奢な体型」を自認していた星野は、1年目の1968年には本多逸郎二軍監督の厳しい練習について行くのが精一杯で、春季キャンプ中には体重が50キログラム台にまで落ちたという。2年目の1969年には、不動の4番打者であった江藤慎一に投球を評価され、自信をつけるようになる。
無名校卒、ドラフト下位指名、軟式出身ということもあり、当初は一軍デビューのチャンスを得られなかったが、「黒い霧事件」でエースの小川健太郎を失い、チームが投手力を欠いた1971年に、ウエスタンリーグで4勝・防御率0.95と好成績を残していたことを買われ、同年7月27日のヤクルト戦（神宮）で、1回1死で緊急降板した先発・渋谷幸春の後を受け、ロングリリーフでの初登板を果たした（その試合は9回まで1人で投げ切った）。1972年は左足の親指の裏にマメができた影響でフォームを崩して肩を痛め、一軍登板ゼロに終わる。
1973年は13試合に登板。1974年には初の開幕一軍入りを果たし、4月6日の広島との開幕戦（中日）では5回5失点で降板した先発・星野仙一に代わって登板し、6回からの2イニングを無失点に抑えた。その間に捕手・木俣達彦の逆転3ラン本塁打によって勝ち越し、星野はプロ入り7年目で初勝利を手にした。同25日の阪神戦（甲子園）で初完封を達成。同年の星野は自己最多の37試合に登板し、巨人のV10を阻止する20年ぶりのリーグ優勝に貢献した。同年のロッテオリオンズとの日本シリーズでは2試合にリリーフで登板した。
1975年に突如、プロ人生の転機が訪れた。同年6月21日の巨人戦（中日）で初回に柴田勲に本塁打を打たれ、さらに満塁にしたところで降板。その後局面はデーブ・ジョンソンの満塁本塁打となり、高木時夫一軍バッテリーコーチに罰走を命じられてそのまま二軍落ちしたほか、激昂した与那嶺要監督に「あんた八百長やったの?」と詰問されるなど、首脳部の信頼を一気に失い、翌年には南海ホークス・西岡三四郎との交換トレードを通告された。
南海では、野村克也選手兼任監督のもと、同年および1977年にそれぞれ4勝を挙げたが、中日時代の肩の不調の再発だけでなく、肘の故障も抱えており、フォームをサイドスローやアンダースローに変更するなどの試行錯誤をはかったが、納得の行く投球を取り戻せず、1980年に球団の慰留を断り、現役を引退。
引退後は愛知県に戻り、日進市で妻の家業である喫茶店（2007年7月に閉店）の経営を手伝ったほか、草野球や少年野球の指導にたずさわっている。また、1992年には映画『ミスター・ベースボール』に中日のコーチ・安達役で出演した。

## 人物・エピソード
- 入団当時の寮長は大友工で、同じ軟式出身者であったことから厳しく指導を受けた[2]。
- 同姓の星野仙一は、星野秀孝の入団1年後に入団した。星野仙一の入団から星野秀孝の退団までは、区別のためそれぞれ「星野秀」「星野仙」のスコアボード表記となり、長らくファンに親しまれた[2]。南海時代は同姓選手がいなかったため、スコアボード表記名から「秀」が取れた[3]。
- 入団当初、選手寮では同期の正岡真二と相部屋で、よく食事に行く仲だった[2]。現役晩年の星野の不調に最初に気づき、「お前どうしたんだ」と声をかけたのはオープン戦で南海と対戦した古巣・中日の正岡であり、これによって星野は限界を悟り、引退を決意した[3]。
- 上述の与那嶺による「八百長」発言は、試合前日に星野が立ち寄った飲み屋で、たまたま柴田やジョンソンと居合わせて会話を交わしたことを与那嶺が人づてに聞いたことによるものだった。星野は「八百長はやってません」ときっぱり答え、潔白を主張したが、「黒い霧」の記憶が残る当時の事情もあり、信頼の回復に至らなかった。トレードの際、星野のボールを受け続けた木俣が「星野秀は貴重なサウスポーだからトレードはいかん」と球団に抗議したことを星野はのちに述懐し、感謝している[3]。
- アマチュア指導を通じて、筋肉の使い方とテイクバックの形に着目した、故障リスクを軽減する独自の投球フォーム理論の完成に辿り着いた。50代で参加したプロ野球マスターズリーグでは、この時に得たヒントを基にした新フォームをひっさげて現役に復帰。CS放送のテレビ中継で解説の広岡達朗が「これはアマチュア選手が真似るべきフォームです」と評し、星野は「理論は正しかったんだ」と確信を得た[3]。

## 詳細情報

### 年度別投手成績
| 年 度     | 球 団     | 登 板 | 先 発 | 完 投 | 完 封 | 無 四 球 | 勝 利 | 敗 戦 | セ 丨 ブ | ホ 丨 ル ド | 勝 率 | 打 者 | 投 球 回 | 被 安 打 | 被 本 塁 打 | 与 四 球 | 敬 遠 | 与 死 球 | 奪 三 振 | 暴 投 | ボ 丨 ク | 失 点 | 自 責 点 | 防 御 率 | W H I P |
| --------- | --------- | ----- | ----- | ----- | ----- | -------- | ----- | ----- | -------- | ----------- | ----- | ----- | -------- | -------- | ----------- | -------- | ----- | -------- | -------- | ----- | -------- | ----- | -------- | -------- | ------- |
| 1971      | 中日      | 8     | 1     | 0     | 0     | 0        | 0     | 2     | --       | --          | .000  | 65    | 17.0     | 12       | 2           | 5        | 0     | 1        | 12       | 1     | 0        | 6     | 6        | 3.18     | 1.00    |
| 1973      | 中日      | 13    | 0     | 0     | 0     | 0        | 0     | 0     | --       | --          | ----  | 58    | 14.0     | 14       | 2           | 7        | 0     | 0        | 11       | 0     | 0        | 5     | 5        | 3.21     | 1.50    |
| 1974      | 中日      | 37    | 7     | 1     | 1     | 1        | 4     | 4     | 0        | --          | .500  | 305   | 70.0     | 77       | 3           | 22       | 2     | 3        | 41       | 3     | 0        | 39    | 36       | 4.63     | 1.41    |
| 1975      | 中日      | 17    | 4     | 0     | 0     | 0        | 1     | 4     | 0        | --          | .200  | 108   | 23.2     | 26       | 5           | 14       | 2     | 1        | 16       | 0     | 0        | 25    | 24       | 9.00     | 1.69    |
| 1976      | 南海      | 23    | 8     | 1     | 0     | 0        | 4     | 3     | 0        | --          | .571  | 329   | 79.2     | 66       | 9           | 32       | 2     | 2        | 40       | 5     | 0        | 31    | 31       | 3.49     | 1.27    |
| 1977      | 南海      | 13    | 9     | 5     | 0     | 1        | 4     | 5     | 0        | --          | .444  | 378   | 91.1     | 84       | 8           | 22       | 0     | 0        | 44       | 3     | 0        | 32    | 24       | 2.37     | 1.16    |
| 1978      | 南海      | 25    | 1     | 0     | 0     | 0        | 1     | 2     | 0        | --          | .333  | 167   | 36.1     | 37       | 2           | 21       | 1     | 2        | 5        | 0     | 0        | 29    | 25       | 6.25     | 1.60    |
| 1979      | 南海      | 11    | 0     | 0     | 0     | 0        | 0     | 0     | 0        | --          | ----  | 40    | 8.1      | 3        | 1           | 15       | 1     | 0        | 2        | 0     | 0        | 8     | 6        | 6.75     | 2.16    |
| 通算：8年 | 通算：8年 | 147   | 30    | 7     | 1     | 2        | 14    | 20    | 0        | --          | .412  | 1450  | 340.1    | 319      | 32          | 138      | 8     | 9        | 171      | 12    | 0        | 175   | 157      | 4.16     | 1.35    |

### 背番号
- 72 （1968年、1970年）
- 35 （1969年）
- 56 （1971年 - 1973年）
- 19 （1974年 - 1975年）
- 37 （1976年 - 1977年）
- 11 （1978年 - 1980年）

### 登録名
- 星野 秀孝（1968年 - 1976年）
- 星野 修孝（1977年）
- 星野 秀幸（1978年 - 1980年）